# 卡特琳·海因达尔
卡特琳·布罗特曼·海因达尔（丹麥語：Kathrine Brothmann Heindahl，1992年3月26日—），丹麦女子手球运动员，2021年世界女子手球锦标赛铜牌得主、2023年世界女子手球锦标赛铜牌得主、2024年夏季奥林匹克运动会女子铜牌得主。